# دولتسفکا
دولتسفکا (به لاتین: Dultsevka) یک منطقهٔ مسکونی در روسیه است که در باشقیرستان واقع شده‌است.